# Église des Carmélites de Leopoldstadt

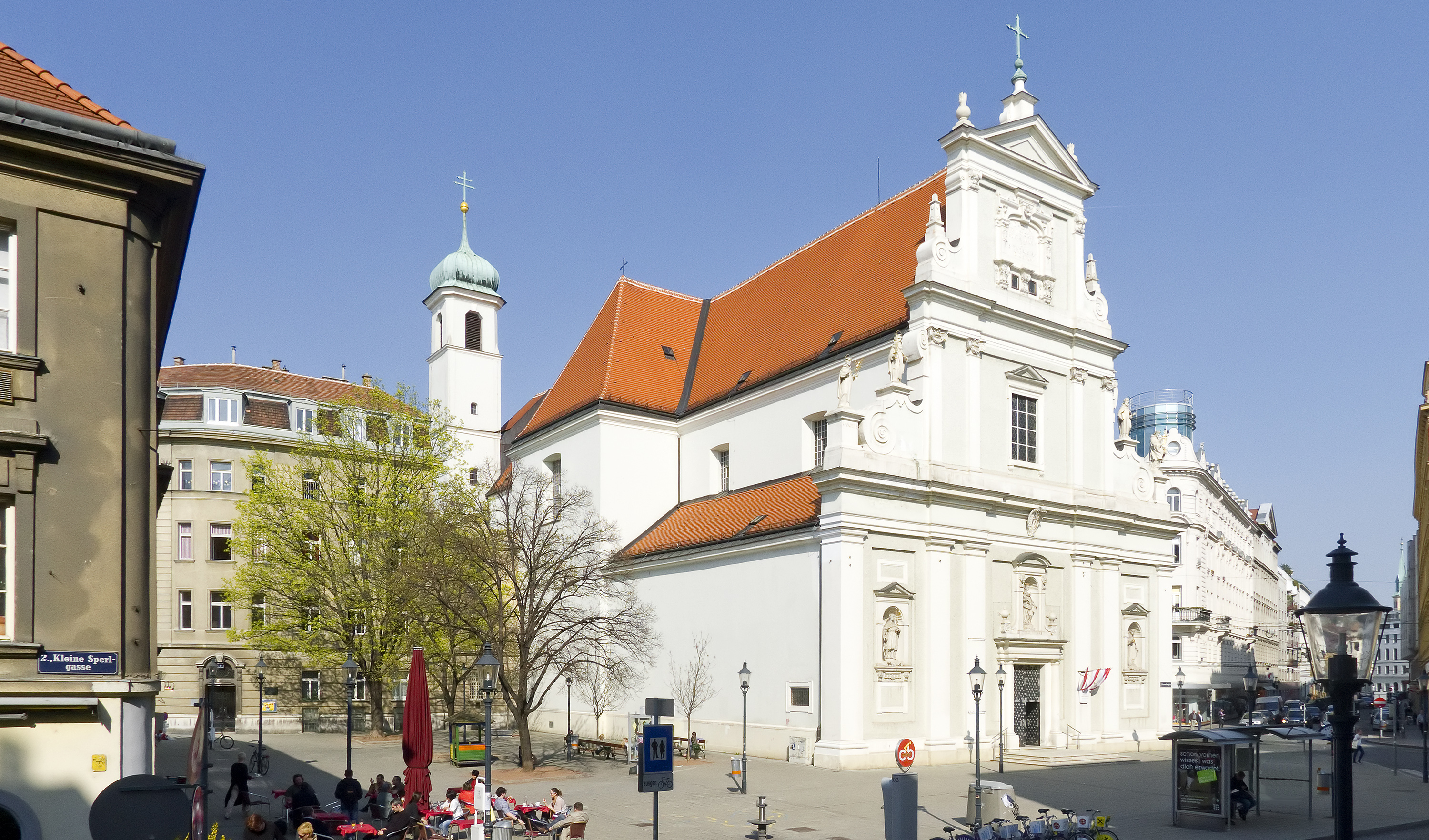
Église paroissiale Saint-Joseph à Leopoldstadt

L'église Saint-Joseph (familièrement : Karmeliterkirche ; église des Carmélites) est une église catholique romaine de Vienne, située dans le quartier de Leopoldstadt sur la Karmeliterplatz. Elle appartient à l'archidiocèse de Vienne. Le bâtiment est classé monument historique.

## Histoire
Après la dissolution du couvent des Carmélites de Vienne au cours de la Réforme en 1554 et la remise de leur monastère Am Hof aux Jésuites, l'empereur Ferdinand II, après la bataille de la Montagne Blanche, rappela les Carmes à Vienne vers 1622 et fonda un monastère pour la branche réformatrice de l'ordre des Carmes, les Carmes Déchaux.
En 1623, l'empereur donna aux Carmélites une place dans le « Lower Werd » pour fonder l'église et le monastère qui donnèrent plus tard leur nom au Grätzl Karmeliterviertel. La première petite église fut achevée en 1624 et la première pierre du monastère fut posée en 1627. En 1639, la nouvelle église, réalisée grâce à une fondation de la Maison de Liechtenstein, fut consacrée en l'honneur de la Vierge Marie et de sainte Thérèse. Lors du deuxième siège turc de Vienne en 1683, le monastère et l'église furent dévastés puis restaurés.
Au cours de la réforme de l'église Joséphine et de la nouvelle division paroissiale de Vienne qui en a résulté, l'église du monastère a été élevée au rang d'église paroissiale sous le patronage de Saint Joseph en 1783 et le jardin du monastère a été morcelé et des maisons y ont été construites. En tant que « paroisse carmélite », le bâtiment du monastère et l'église continuèrent à être entretenus par les carmélites. Après que les Carmes ont déménagé à Linz en 1838 et que le couvent a été temporairement aboli, la paroisse est passée au clergé séculier. En 1848, les Sœurs de la Miséricorde de Zams, que l'impératrice Karolina Augusta appela à Vienne en 1832, fondèrent une succursale dans l'ancien monastère des Carmélites qui exista jusqu'en 1896

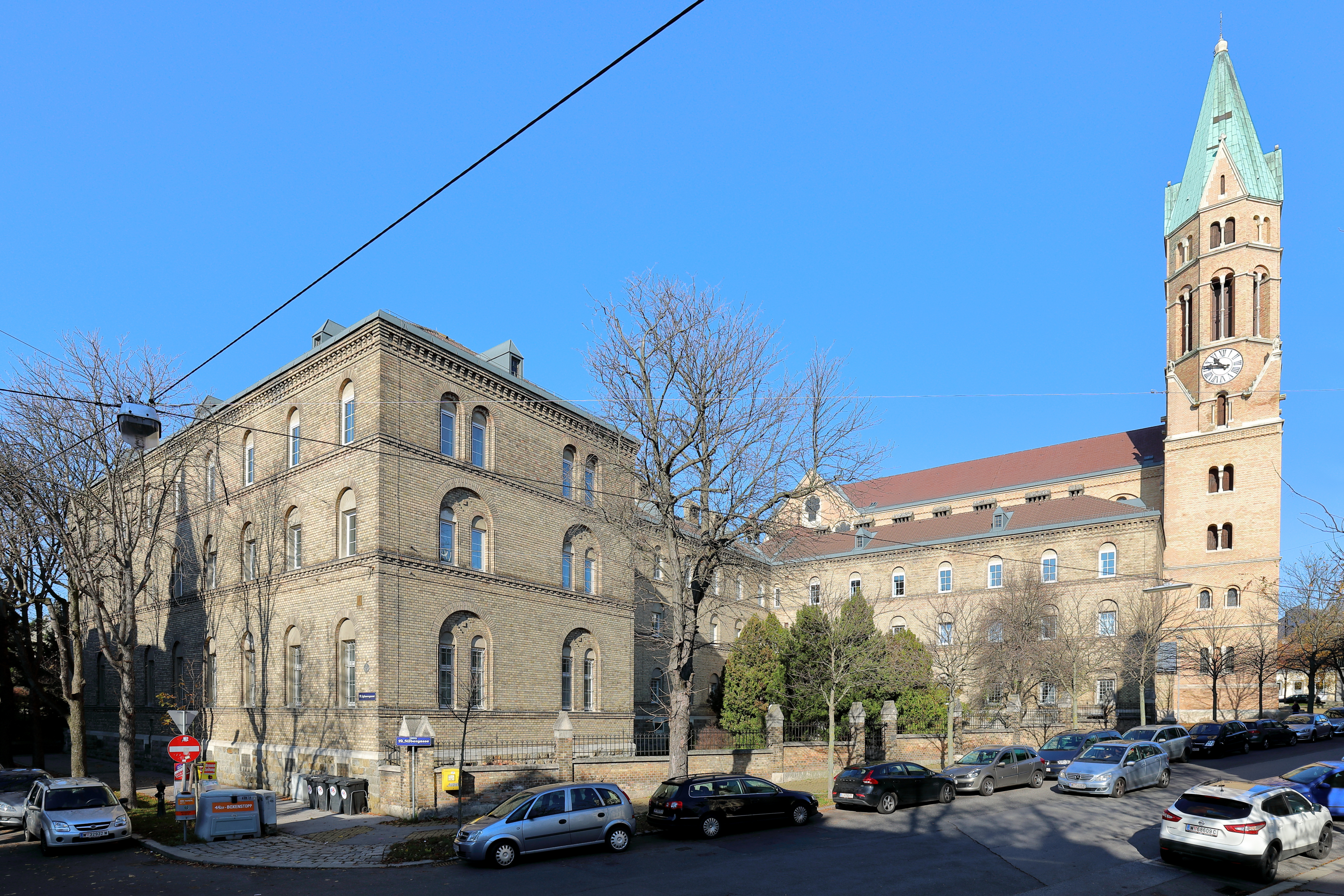
Nouveau monastère des Carmélites à Döbling

En 1897, un accord fut conclu entre les Carmes et le gouvernement. Il dit que les Carmélites abandonneraient l'ancien monastère et recevraient une compensation de 350.000 florins du fonds religieux. Les Carmélites construisirent ensuite le monastère des Carmélites de Döbling à Döbling. Après le déménagement des Carmélites à Döbling, le bâtiment du monastère de Leopoldstadt fut démoli de 1904 à 1906. Dans ce cadre, le presbytère attenant au chœur de l'église a été construit et l'ancienne chapelle de la maison a été déplacée du côté de la nef, dans la Taborstrasse.
L'église a servi de modèle à l'église des Carmélites de Linz, construite entre 1690 et 1726 sur le site d'une église plus ancienne de la Landstrasse.

## Architecture
L'église du début du baroque possède une nef avec des chapelles latérales basses, avec un toit élevé recouvrant la croisée du transept. La façade représentative de l'église sans tour fait face au centre-ville jusqu'à la Karmeliterplatz et porte les armoiries de la maison du Liechtenstein. Un simple clocher d'église se dresse à l'ouest de la sacristie.

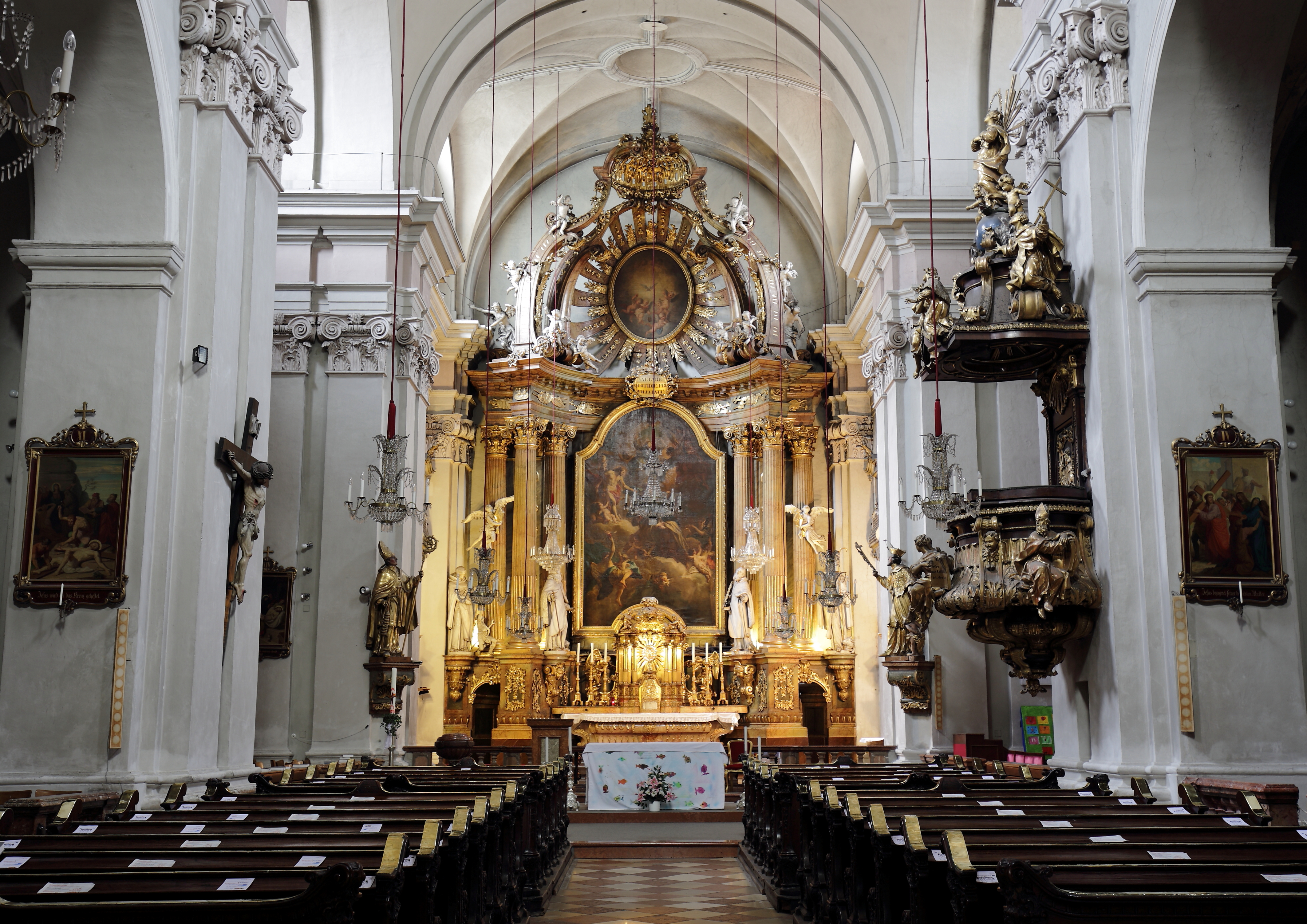
Vue intérieure de l'église baroque

## Liens web
- Église paroissiale Saint-Joseph sur le site de l'archidiocèse de Vienne
- Site Internet de l'association paroissiale de Saint-Léopold et Saint-Josef